# (Dis)Honesty: The Truth About Lies
(Dis)Honesty: The Truth About Lies (englisch für (Un-)Ehrlichkeit: Die Wahrheit über Lügen) ist ein US-amerikanischer Dokumentarfilm der Regisseurin Yael Melamede über den US-amerikanisch-israelischen Psychologen und Hochschullehrer Dan Ariely. Der Film wurde am 6. April 2015 auf dem Full Frame Documentary Film Festival in Durham (North Carolina), USA uraufgeführt.

## Handlung
Professor Ariely und sein Team beschäftigten sich im Rahmen einer Studie mit 40.000 Teilnehmern mit den Motivationen von Menschen, die lügen, und den daraus resultierenden Konsequenzen für das Individuum und die Gesellschaft. Die Grundlage für den Film ist Dan Arielys 2012 erschienenes Buch Die halbe Wahrheit ist die beste Lüge: Wie wir andere täuschen – und uns selbst am meisten.
Ariely geht es vor allem darum, die psychologischen Verhaltensweisen und Muster aufzuzeigen, die es ermöglichen, dass Menschen lügen können und sich gleichzeitig dennoch für aufrichtig und wahrhaftig halten. Anhand von Experimenten veranschaulicht er seine Behauptungen und ermutigt zu mehr Ehrlichkeit gegenüber sich selbst und der Gesellschaft.
In Interviews kommen außerdem Menschen zu Wort, welche von den Folgen des Offenbarwerdens ihrer teils kriminellen Lügen erzählen. Unter anderem sind das Joseph M. Papp (Radrennfahrer), Marilee Jones (Zulassungsbüro Massachusetts Institute of Technology), Garrett Bauer (Aktienhändler) und Tim Donaghy (Basketball-Schiedsrichter).

## Rezeption
Der US-amerikanische Aggregator Rotten Tomatoes erfasst zum größten Teil wohlwollende Pressekritiken und klassifiziert den Film als „Frisch“.

“The filmmakers want the movie to have a lasting, consciousness-raising effect, to make people continue to think about their own honesty.”

„Die Filmemacher wollen mit dem Film eine bleibende, bewusstseinsfördernde Wirkung erreichen, damit die Menschen weiter über ihre eigene Ehrlichkeit nachdenken.“